# Иван Кондарев (роман)
„Иван Кондарев“ е роман от Емилиян Станев, публикуван през 1964 година. Състои се от четири части, публикувани в различно време. Първата и втората част на романа са публикувани през 1958 г., третата през 1962 г., а като цялостно издание излиза през 1964 г. Авторът работи над романа в продължение на 14 години. Романът е с епически обем – почти хиляда страници, но времевият обхват, който засяга съвсем не е епически – от „един юнски следобед през 1922 година“ до края на септември 1923 г.
В „Иван Кондарев“ присъства и историческо събитие – въстанието от 1923 година, но то служи само за фон, върху който се изследва психологията на хората. Романът разказва за случващото се в един малък провинциален град – К. Романът е филмиран през 1974 г.
Основни герои са:
- Иван Кондарев
- Костадин Джупунов
- Александър Христакиев
- Христина Влаева и др.